# 溫徹斯特大學
溫徹斯特大學（英語：University of Winchester）是一所位於英國英格蘭漢普郡溫徹斯特的公立大學。創立於1840年。

## 歷史
前身是1840年成立於溫徹斯特的溫徹斯特主教區培訓學校（Winchester Diocesan Training School），是英國國教下屬機構。當時規模也很小。1847年搬至Wolvesey的主教宮，改稱溫徹斯特培訓學院（Winchester Training College）。後來所在地發生霍亂，1862年在西岭（West Hill）另建新樓（現該大學的阿爾佛雷德國王校區），楼址由温彻大教堂捐赠。1928年更名為阿爾佛雷德國王學院（King Alfred's College）。
阿尔弗雷德大王学院主要是一个教师训练学校，一开始只收男学员，自1960年起开始招收女學員。1970年代，学院试图通过其伙伴南安普顿大学颁发学士学位，但因为南安大学对此反应不温不火而作罢。学院转而寻求国家学术认证协会的认可，并成功获得颁发戏剧、考古、美国研究学位的资格。1990年，学院获得了更多的学士学位授予资格和教育学硕士授予资格。
1992年，学术认证协会解散，学院被迫重新恢复已经中断18年的伙伴关系、借由南安普顿大学颁发学位。
1995年，借着新大学成立潮，学院决定在2005年之前升格为大学。2004年，学院改稱溫徹斯特大學學院（University College Winchester），2005年獲大學資格，改現名。
2007年，新建的大学中心落成。2008年，温彻体育中心建成。2018年，West Downs校区扩建开始。

## 院系
- 藝術系（Faculty of Arts）
- 商學、法學和運動系（Faculty of Business, Law and Sport）
- 教育、健康和社會關懷系（Faculty of Education, Health and Social Care）
- 人文和社會科學系（Faculty of Humanities and Social Sciences）

温彻大学与东京港区白金台的颂荣女子学院建有合作学院，专事不列颠研究和英语言教育。

## 外部連結
- University of Winchester website （页面存档备份，存于）
- University of Winchester on Facebook （页面存档备份，存于）
- University of Winchester on Twitter @_UoW （页面存档备份，存于）
- University of Winchester channel on YouTube （页面存档备份，存于）
- University of Winchester on Linkedin （页面存档备份，存于）